# Théobromine
La théobromine (C7H8N4O2) est un composé amer de la famille des méthylxanthines, qui comprend aussi des composés similaires comme la caféine ou la théophylline.

## Étymologie
En dépit de son nom, ce composé ne contient pas d'atomes de brome. Théobromine est un mot dérivé de Theobroma, nom générique du cacaoyer, composé des racines grecques Theo (« dieu ») et broma (« nourriture »), signifiant « nourriture des dieux », auxquelles on a ajouté le suffixe « -ine » donné aux alcaloïdes et autres composés basiques contenant de l'azote.

## Sources naturelles
On trouve cette substance dans le chocolat, dans le guarana, plante brésilienne hautement caféinée, ainsi que dans les feuilles de yerba maté, plante également caféinée consommée essentiellement par les populations amérindiennes.
Sa concentration est assez variable : les graines du cacaoyer (1-3 %), les feuilles du maté (0,45-0,9 %), le guarana (0,02 à 0,06 %).
| Source                                                            | Contenu en théobromine en mg pour 1 g de produit |
| ----------------------------------------------------------------- | ------------------------------------------------ |
| Chocolat blanc                                                    | 0,009                                            |
| Chocolat à boire (sec)                                            | 0,5                                              |
| Chocolat au lait                                                  | 1,5–2,2                                          |
| Chocolat noir                                                     | 4,5–16                                           |
| Poudre de cacao                                                   | 5,3–26                                           |
| Fève de cacao                                                     | 11–43                                            |
| Paillis fait avec l'enveloppe extérieure des cabosses de cacaoyer | 14–30                                            |

## Effets sur l'être humain
Elle est présente dans le cacao et donc dans le chocolat, et elle serait une des causes des hypothétiques effets positifs du chocolat sur l'humeur[réf. nécessaire]. Sa concentration dans le chocolat est suffisamment faible pour que la consommation de ce dernier soit sans danger pour l'humain, même en grande quantité. 
En médecine, la théobromine est utilisée comme diurétique, vasodilatateur et cardiostimulant. Elle a un effet moins prononcé que la caféine car son inhibition des phosphodiestérases est moins importante.
Des études scientifiques réalisées depuis 2004 ont établi que la théobromine avait un effet antitussif comparable voire supérieur à la codéine en diminuant l'activité du nerf vague,.
Elle est aussi connue pour induire des mutations génétiques sur certains eucaryotes et sur les bactéries. À l'époque du rapport du Centre international de recherche sur le cancer (CIRC) de 1997, on n'avait pas découvert d'effet mutagène sur les eucaryotes de grande taille, comme les humains par exemple. Elle est cependant soupçonnée d'augmenter les risques de cancer de la prostate. La théobromine a été testée comme tératogène expérimental sur les mammifères, provoquant une réduction du poids fœtal chez le lapin dans les cas de gavage maternel mais pas lors d'une consommation plus normale de la substance. Aucun défaut de développement associé à la théobromine n'a été rapporté chez le rat.
La théobromine est un facteur aggravant des reflux acides gastro-œsophagiens, car elle relâche les muscles du sphincter gastro-œsophagien, permettant aux acides gastriques d'accéder à l'œsophage.

## Effets sur les animaux
Les empoisonnements des chiens à la théobromine sont fréquents. La dose létale pour un chien est de 90 à 250 mg/kg de poids corporel. Les chats et les chevaux également peuvent être empoisonnés à la théobromine mais ils sont moins exposés que les chiens car ils sont moins attirés par le sucré.